# For You (песня Лиама Пейна и Риты Оры)
«For You» — песня британских исполнителей Лиама Пейна и Риты Оры, ставшая первым синглом из саундтрека к фильму Пятьдесят оттенков свободы. Сингл вышел 5 января 2018 года.

## Информация о песне
20 декабря 2017 года оба исполнителя опубликовали на своих страницах в социальных сетях совместное с хештегом «#FiftyShadesFreed». В СМИ предположили их возможный дуэт для фильма Пятьдесят оттенков свободы, где Рита Ора также сыграла одну из ролей. Через день в социальных сетях появился первый тизер песни. 3 января была объявлена дата выхода сингла и опубликован второй тизер.

## Отзывы критиков
Рецензент журнала Vice положительно оценил припев песни, но отрицательно отнёсся к появлению на записи Лиама Пейна; критик заявил, что лучше бы песню исполняла Рита Ора сольно. В отзыве от MTV News говорится, что начало песни незамедлительно напоминает песню «My Heart Will Go On» Селин Дион. В отзыве от издания Gay Times песня названа «страстным синти-поп дуэтом», «цепляющим как f**k»; по мнению критика, песня должна стать «большим хитом», если учитывать тенденцию успеха предыдущих песен из фильмов франшизы Пятьдесят оттенков. В отзыве от E! говорится, что эта танцевальная чувственная песня способна привлечь больше зрителей в кинотеатры особенно в канун дня Святого Валентина.

## Позиции в чартах
| Чарт (2018)                                | Наивысшая позиция |
| ------------------------------------------ | ----------------- |
| ARIA                                       | 58                |
| Австрия (Ö3 Austria Top 40)                | 12                |
| Бельгия/Фландрия (Ultratop 50)             | 48                |
| Бельгия/Валлония (Ultratip Bubbling Under) | 27                |
| Канада (Billboard Canadian Hot 100)        | 68                |
| СНГ (TopHit Airplay)                       | 86                |
| Чехия (Singles Digitál Top 100)            | 27                |
| Tracklisten                                | 25                |
| Франция (SNEP)                             | 127               |
| Германия (GfK)                             | 16                |
| Венгрия (Single Top 40)                    | 5                 |
| Венгрия (Stream Top 40)                    | 28                |
| IRMA                                       | 38                |
| FIMI                                       | 37                |
| Нидерланды (Single Top 100)                | 94                |
| RMNZ                                       | 3                 |
| VG-lista                                   | 32                |
| Португалия (AFP)                           | 36                |
| Шотландия (OCC Scotland)                   | 3                 |
| Словакия (Singles Digitál Top 100)         | 20                |
| Sverigetopplistan                          | 32                |
| Швейцария (Schweizer Hitparade)            | 14                |
| Великобритания (OCC UK Singles)            | 8                 |
| США (Billboard Hot 100)                    | 82                |

## Хронология издания
| Страна | Дата          | Формат                 | Лейбл                              | Ссылка |
| ------ | ------------- | ---------------------- | ---------------------------------- | ------ |
| Мир    | 5 января 2018 | цифровая дистрибуция   | Universal Studios Capitol Atlantic |        |
| США    | 9 января 2018 | Contemporary hit radio | Republic                           | [ 45 ] |